# Frank Capone
Frank Capone (16. července 1895 – 1. dubna 1924) byl člen zločineckého gangu, který se zúčastnil pokusu o převzetí moci nad městem Cicero ve státě Illinois zločineckou organizací svého bratra, proslulého krále chicagského podsvětí Ala Capona.
Narodil se jako Salvatore Capone a později, na počátku období Prohibice, se se svým mladším bratrem Alem přestěhoval z New Yorku do Chicaga. Ačkoli měl Al sklony k násilí, Frank byl údajně ještě mnohem horší. Zatímco Al obvykle preferoval vyjednávání, Frank sahal okamžitě po násilí se slovy: „Mrtvoly neodmlouvají.“

## Zmocnění se Cicera
V roce 1923 přesunula zločinecká organizace Johnnyho Torria a Ala Capona, známá také jako Chicago Outfit, po tom, co byla z města vyhnána starostou Williamem Deverem, své operace z Chicaga do chicagského předměstí, Cicera. Během roku se cicerský starosta Joseph Z. Klenha i členové městského výboru ocitli na výplatní listině gangu. Při primárních volbách v roce 1924 přistoupil Frank a další členové Outfitu k hlasovacím kabinám se samopaly a upilovanými brokovnicemi v ruce, aby na průběh voleb „dohlédli“. Frank vedl útok na volební centrálu oponenta, prohledal jeho kancelář a fyzicky napadl několik jeho zaměstnanců pracujících na jeho kampani. 1. dubna odmítl pustit voliče k volebním kabinám, dokud nepotvrdili, že budou volit Klenhu. Při jednom incidentu byl pracovník kampaně demokratů Michael Gavin střelen do obou nohou a zadržován proti své vůli s dalšími osmi pracovníky, dokud volební den neskončil.

## Policejní posily
Když se zprávy o volebním podvodu dostaly k soudci Edmundu J. Jarekimu z Cook County, přivedl s sebou do Cicera 70 chicagských policistů a uvedl je do úřadu zástupců šerifa pod vedením detektiva seržanta Williama Cusicka. Při jejich setkání s Frankem, Alem, jejich bratrancem Charlesem Fishchettim a Davidem Hedlinem Frank na policisty vystřelil, protože si je spletl se členy znepřátelené mafiánské organizace North Side Mob. Policie střelbu opětovala a Franka Capona přitom zabila.

## Pohřeb
Frankovi se dostalo velmi nákladného a působivého pohřbu, s květinovou výzdobou v hodnotě 20 000 dolarů, zakoupenou květinářstvím Schofield's Flower Shop Deana O'Baniona. K uctění jeho památky bylo nařízeno uzavření cicerských hráčských doupat a lokálů po dobu dvou hodin.